# JYSKパルク
JYSKパルク（JYSK Park）は、デンマーク・中央ユラン地域シルケボーにあるサッカー専用スタジアム。2017年の開場以来シルケボーIFがホームスタジアムとして使用している。

## 概要
2015年、シルケボー自治体が6,000万DKK、シルケボーIFの運営会社であるシルケボーIF Invest A/sが7,000万DKKをそれぞれ負担して新スタジアムの建設が始まった。
ピッチの芝は一面人工芝が敷かれており、スタジアムの角にある2台の投光器によって1,400ルクスの明るさで試合が行われる。

## ギャラリー

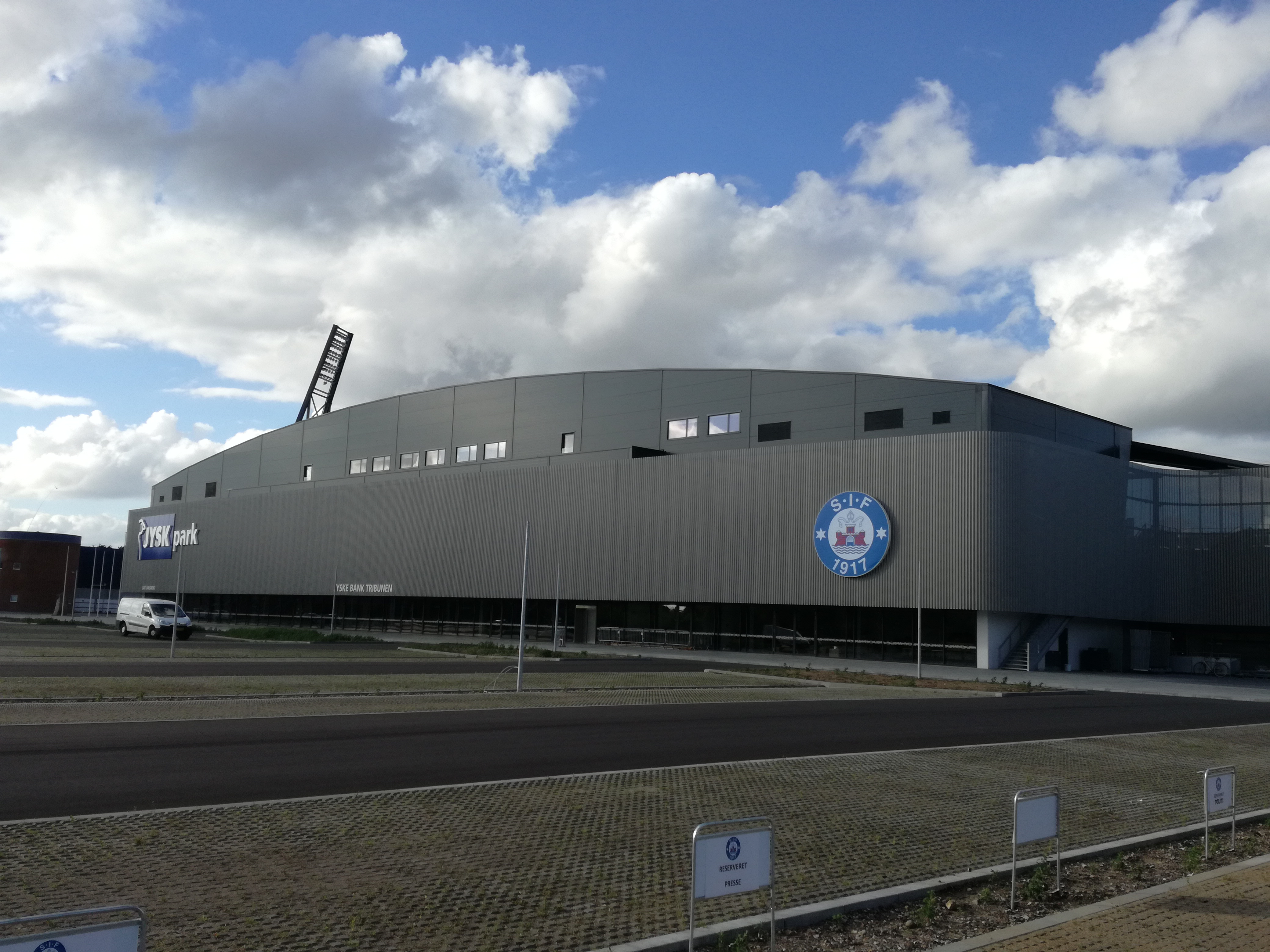
外観
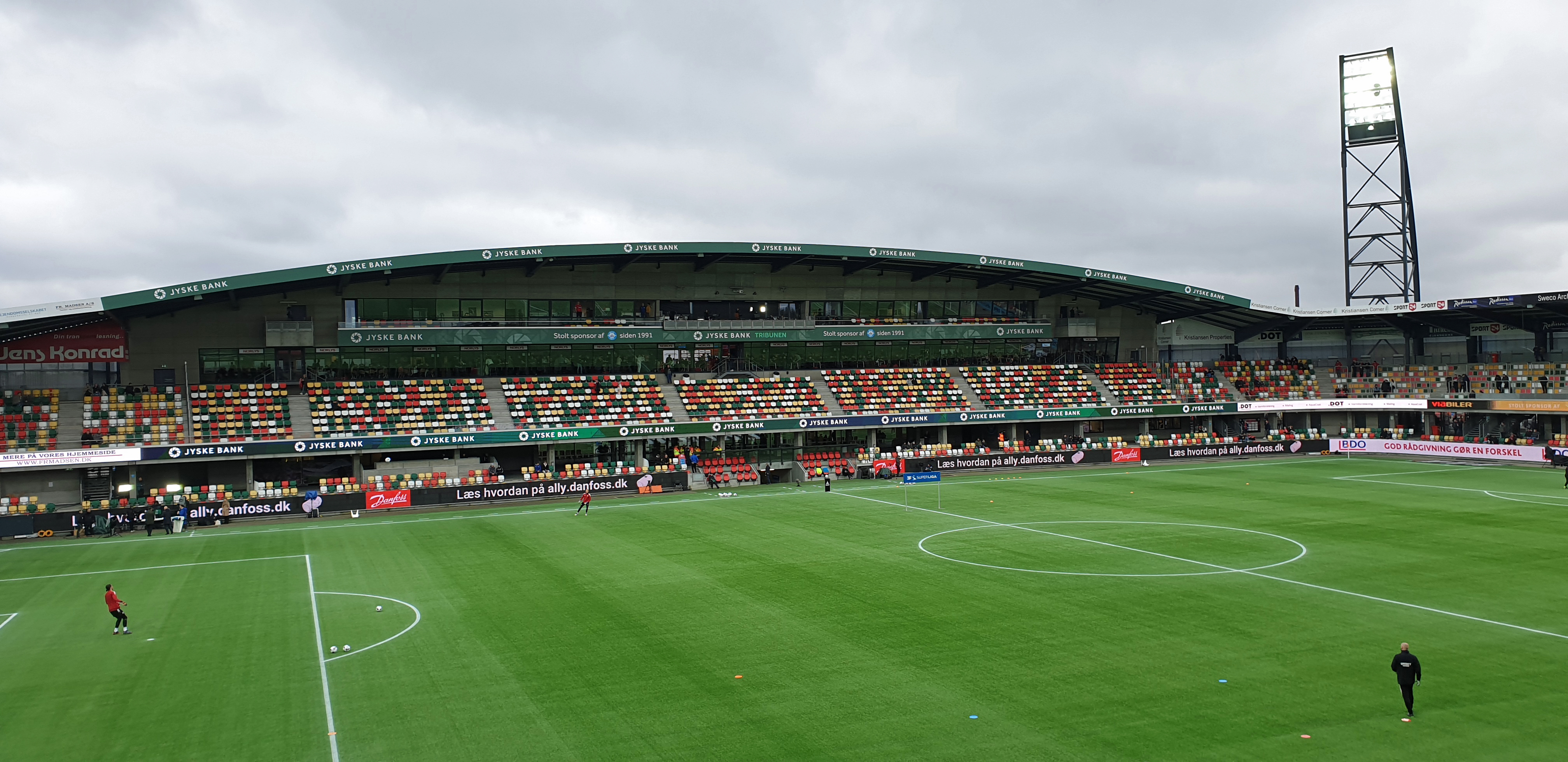
2022年のスタジアム